# Polina Kuznetsova
Polina Viktorovna Kuznetsova (ryska: Полина Викторовна Кузнецова), ursprungligen Vjachireva, född 10 juni 1987 i Sjopokov i Sovjetunionen (nuvarande Kirgizistan), är en rysk handbollsspelare. Hon är högerhänt och spelar i anfall som vänstersexa. Hon är äldre syster till handbollsspelaren Anna Vjachireva.

## Karriär
Klubbhistoriken framgår till höger och är hämtad från EHF spelarinformation. 2017-2018 spelade hon i makedonska HC Vardar och tog hem makedonska mästerskaps och cuptiteln. Hon återvände nästa säsong till ryska Rostov Don där hon innevarande säsong spelar med sin syster Anna Vjachireva i Champions League.

### Landslagskarriär
Kuznetsova är med i den ryska landslagstruppen sedan 2005. Kuznetsova har vunnit två VM-guld med Ryssland 2005 och 2007, ett EM-silver 2006 och ytterligare ett 2018. Hon vann OS-guld 2016 i Rio de Janeiro. Hon har blivit uttagen i all star-team vid VM 2007, EM 2012 och OS 2016.Hon deltog i OS 2020 i Tokyo och tog silvermedalj, och blev även invald i All-Star Team.Har spelat 163 landskamper enligt källa.